# 比耶内莱维拉日
比耶内莱维拉日（法語：Bierné-les-Villages，法語發音：[bjɛʁne le vilaʒ]）是法国马耶讷省的一个市镇，属于贡捷堡区。该市镇于2019年由原市镇比耶内、阿让通圣母村、圣洛朗德莫尔捷和圣米歇尔德凡合并而成，行政中心位于比耶内。

## 地名
该地名“比耶内莱维拉日”（Bierné-les-Villages）由两部分组成：“比耶内”（Bierné），该市镇的前身及主体；“莱维拉日”（les-Villages），法语意为“村庄”，这里为复数形式，指多个村庄的集合。

## 地理
比耶内莱维拉日（47°45'28"N, 0°32'28"W）面积47.73 平方千米，位于法国卢瓦尔河地区大区马耶讷省，该省份为法国西北部内陆省份，北起芒什省和奧恩省，西接伊勒-维莱讷省，南至曼恩-卢瓦尔省，东临萨尔特省。
与比耶内莱维拉日接壤的市镇（或旧市镇、城区）包括：热讷-隆格菲、沙特兰、库德赖、达翁、莱欧当茹、米雷、圣但尼当茹、布埃尔、格雷昂布埃尔。
比耶内莱维拉日的时区为UTC+01:00、UTC+02:00（夏令时）。

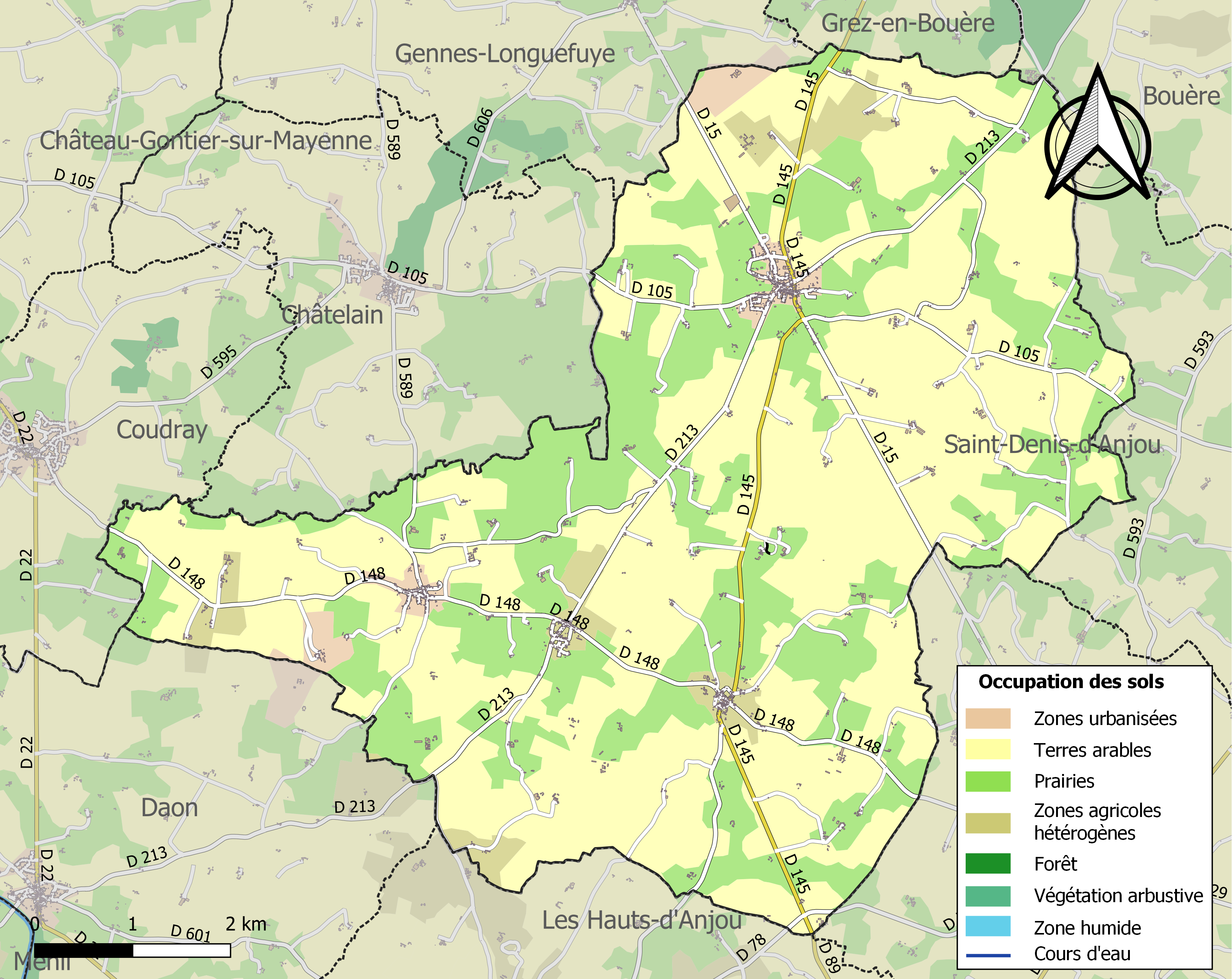
比耶内莱维拉日的OSM定位图

## 行政
比耶内莱维拉日的邮政编码为53290，INSEE市镇编码为53029。

## 政治
比耶内莱维拉日所属的省级选区为马耶讷河畔贡捷堡第一县。

## 人口
比耶内莱维拉日于2022年1月1日时的人口数量为1280人。